# محمود الاسود
محمود الاسود (عربی: مَحمُود الأَسوَد؛ زادهٔ ۱۴ سپتامبر ۲۰۰۳) بازیکن فوتبال اهل سوریه است.
وی همچنین در تیم‌های ملی فوتبال زیر ۲۳ سال سوریه و سوریه بازی کرده‌است.